# Пульпуяха
Пульпуяха (устар. Пуль-Пу-Яха) — река в России, протекает по территории Пуровского района и городского округа Муравленко Ямало-Ненецкого автономного округа. Устье реки находится на 5 километре по правому берегу реки Харучейяхи. Длина реки — 84 км.
Высота устья — 60,6 м над уровнем моря.

## Притоки
- 16 км: Ханупыяха
- 22 км: Вынгыяха

## Данные водного реестра
По данным государственного водного реестра России относится к Нижнеобскому бассейновому округу, водохозяйственный участок реки — Пур. Речной бассейн реки — Пур.
Код объекта в государственном водном реестре — 15040000112115300055394.